# Gare de Newport (pays de Galles)
La gare de Newport est une gare ferroviaire du Royaume-Uni, située sur le territoire de la ville de Newport, au Pays de Galles.